# 中華人民共和国海警法
中華人民共和国海警法（ちゅうかじんみんきょうわこく-かいけいほう）は、中国人民武装警察部隊海警部隊（中国海警局を含む）の組織と活動を規定する法律。2021年1月20日から22日の間に開催された第13期全国人民代表大会常務委員会第25回会議で可決された。同年2月1日に施行された。

## 法律の構成
- 第1章「総則」（第1条から第9条）
- 第2章「機構と職責」（第10条から第15条）
- 第3章「海上安全保衛」（第16条から第22条）
- 第4章「海上行政法執行」（第23条から第37条）
- 第5章「海上犯罪捜査」（第38条から第45条）
- 第6章「警察装備と武器の使用」（第46条から第51条）
- 第7章「保障と協力」（第52条から第62条）
- 第8章「国際協力」（第63条から第65条）
- 第9章「監督」（第66条から第72条）
- 第10章「法的責任」（第73条から第77条）
- 第11章「附則」（第78条から第84条）

## 総則

### 立法趣旨
第1条で「海警機構が職責を履行することを規定及び保障し、国家の主権・安全・海洋権益を擁護し、公民・法人・その他の組織の合法的権利・利益を保護する為、本法を制定する。」と立法趣旨を説明している（第1条）。

### 適用範囲
第3条で「海警機構は中華人民共和国の管轄海域（以下、我が国管轄海域と略称する）及びその上空において海上権益擁護の法執行活動を展開し、本法を適用する。」と規定している（第3条）。

### 海警機構の性質
第2条第1項で「人民武装警察部隊海警部隊すなわち海警機構は、海上権益擁護の法執行の職責を統一して履行する。」と規定し、海警機構の性質を説明している（第2条第1項）。

### 海警機構の組織
第2条第2項で「海警機構には中国海警局並びにその海区分局と直属局、省級海警局、市級海警局、及び海警業務ステーションが含まれる。」と規定し、海警機構の組織構造の概略が示されている（第2条第2項）。

### 共産党の指導・総体国家安全観
第4条で「海上権益擁護の法執行活動では中国共産党の指導を堅持し、総体国家安全観を貫徹し、法に基づく管理・包括的な統治・標準的で効率的な・公正で文明的な原則に従う。」と規定し、中国共産党の指導及び総体国家安全観を海警機構の法執行活動の原則とすることが法律に明記された（第4条）。

### 海警機構の基本的任務
第5条で「海上権益擁護の法執行活動の基本任務は、海上安全保衛を展開し、海上治安秩序を維持し、海上密輸・密航に打撃を与え、職責の範囲内で海洋資源の開発利用・海洋生態環境の保護・海洋漁業生産業務等に対し監督・検査を行い、海上違法犯罪活動を予防・阻止・処罰する事である。」と規定し、海警機構の多様な基本的任務が法律に明記された（第5条）。

## 機構と職責

### 中国海警局の職責
第10条で「国家は沿海地区にある行政区画及び任務区域に従い中国海警局海区分局と直属局、省級海警局、市級海警局、並びに海警業務ステーションを編成し、管轄区域での海上権益擁護の法執行活動を分担して責任を担う。中国海警局は国家の関連する規定に基づき所属の海警機構を領導し海上権益擁護の法執行活動を展開する。」と規定し、中国海警局の職責を説明している(第10条）。

### 海警機構の職責
海警機構の職責は以下の通り（第12条各号）
1. 我が国管轄海域において巡航・警戒を展開し、重要な島嶼を監視し、海上境界線を管理保護し、国家主権・安全・海洋権益に危害を加える行為を予防・阻止・排除する。
2. 重要目標及び重大活動に対し安全保衛を実施し、重要な島嶼並びに排他的経済水域及び大陸棚の人工島・施設・構築物の安全の保護に必要な措置を講ずる。
3. 海上治安管理を実施し、海上での治安管理及び出入境管理の違反行為を捜査・処理し、海上でのテロ活動を防犯・処理し、海上治安秩序を維持する。
4. 海上での密輸の疑いのある輸送手段又は貨物・物品・人員に対し検査を行い、海上の密輸違法行為を捜査・処理する。
5. 職責の範囲内で、海域使用・海島保護並びに無人島の開発利用・海洋鉱物資源の探査開発・海底のケーブル及びパイプラインの敷設と保護・海洋調査の為の観測・基本海図作成の為の測量・外国の海洋科学研究等の活動に対し監督検査を行い、違法行為を捜査・処理する。
6. 職責の範囲内で、海洋エンジニアリング建設プロジェクト・海洋廃棄物投棄活動による海洋汚染損害・海洋自然保護区の海側の海岸線の保護利用等の活動に対し監督検査を行い、違法行為を捜査・処理し、規定の権限に従い海洋環境汚染事故の応急処置と調査・処理に参加する。
7. 動力船に対する底引き網禁漁区境界外側の海域及び特定漁業資源漁場の漁業生産活動・海洋野生動物保護等の活動に対し監督検査を行い、違法行為を捜査・処理し、法に基づき海洋漁業生産の安全事故及び漁業生産の紛争の調査・処理を組織し又はそれに参加する。
8. 海上犯罪活動を予防・阻止・捜査する。
9. 国家の関係する職責の分担に従い、海上突発事件を処理する。
10. 法律・法規・我が国が締結し参加する国際条約に従い、我が国の管轄海域以外の区域にある関連する法執行任務を担う。
11. 法律・法規が規定するその他の職責。

## 海上安全保衛
第20条では「我が国の主管機関の承認を経ず、外国の組織および個人が我が国の管轄する海域及び島嶼において建築物、構築物を建造し、又は各種の固定若しくは浮動する装置を設置した場合、海警機構は上述の違法行為を停止するよう、又は期限内に解体するよう命令する権利を有する。違法行為を停止することを拒否したり、又は期限を越えて解体しなかった場合、海警機構はこれを阻止し又は解体することを強制する権利を有する。」と規定している（第20条）。
第21条では「外国の軍用船舶及び非商業目的に用いる外国政府の船舶の我が国が管轄する海域における我が国の法律、法規に違反する行為に対し、海警機構は、必要な警戒及び管理措置を講じ、それらを制止し、関連する海域を直ちに離れるよう命じる権利を有する。離れることを拒否しかつ重大な危害若しくは威嚇を引き起こす場合、海警機構は強制退去、強制曳航などの措置を講じる権利を有する。」と規定している（第21条）。国際法では領海及び公海において、沿岸国は外国の軍艦・非商業目的のために運航するその他の政府船舶に対し強制措置をとることはできないとされている。本法律の「我が国の管轄する海域」は具体的に何を指すのか、内水、領海、排他的経済水域、大陸棚のうち何が含まれ又は含まれないのか、本法律では定義されていない。
第22条では「国家の主権、主権的権利、及び管轄権が海上において外国の組織、個人の不法な侵害を受けている、若しくは不法な侵害の切迫した危険に直面している場合、海警機構はこの法律及びその他の関連する法律、法規に従って武器の使用を含む必要な全ての措置を講じ、その場での侵害を阻止し、危険を排除する権利を有する。」と規定している（第22条）。国際法上、沿岸国は「領海における無害通航権」を侵害することは出来ない。無害通航ではない船舶の定義は国連海洋法条約の第19条及びその他の規定が厳格に適用されなければならない。中国海警は警察活動をする場合、武器使用の規則に基づいて警察比例の原則を守り、その活動を実施する義務を有する。当法律を施行するにあたり、中華人民共和国は国際法を遵守する義務を有する。

## 武器の使用
第46条では海警機構の職員が武器以外の警察の装備、現場のその他の装備及び手段を使用する場合の要件を定めている（第46条）。
1. 法律に従って船舶を乗船、検査、捕捉、または追跡するにあたり、船舶を強制的に停船させる必要がある場合
2. 法律に従って船舶を強制的に追い払うか、強制的に引き離す場合
3. 法律に従い職務を遂行する中で阻害又は妨害に遭遇する場合
4. 違法犯罪行為をその場で阻止する必要があるその他の状況

第47条では海警機構の職員が手元に所有する武器の使用要件が規定されている。次の2項目の何れかの状況に遭遇した場合、警告が無効な場合、海警機構の職員は手元に所有する武器を使用することができると規定している（第47条）。
1. 船舶が犯罪容疑者を乗せている、又は武器、弾薬、国家機密資料、麻薬などを違法に載せている明らかな証拠が有り、停船命令に従うことを拒否する場合
2. 外国船舶が我が国の管轄下にある海域に侵入して不法に生産活動に従事し、停船命令に従うことを拒否し、又はその他の方法で乗船、検査を受けることを拒絶し、その他の措置を用いても違法行為を止めるのに十分ではない場合

第48条では海警機構の船舶上又は航空機上の武器を使用する場合の次の三項目からなる要件が規定されている（第48条）。
1. 海上の対テロ任務を執行する場合
2. 海上の重大な暴力事件を処理する場合
3. 法執行のための船舶、航空機が武器又はその他の危険な方法で攻撃されている場合

第49条では「海警機構の職員が法律に従い武器を使用するにあたり、警告するには遅すぎるか又は警告後にさらに深刻な危害を引き起こす可能性がある場合は、武器を直接使用できる。」と規定し、無警告の武器使用の要件が明文化されている。
第50条では「海警機構の職員は違法犯罪行為及び違法犯罪行為の人的危険性並びに程度及び緊急性に基づき、武器使用の必要限度を合理的に判断し、死傷者及び財産の損失を回避又は削減するよう努めなければならない。」と規定している。
第51条で「本法律で規定されていない、海警機構の職員による警察の装備及び武器を使用は、『警察装備及び武器の使用に関する人民警察の規定』並びにその他の関連する法律及び規定に従って執行される。」と規定し、本法律の規定のほかの警察の装備・武器の使用規定として人民警察の規定等を用いることが法律に明文化された。

## 附則

### 外国に対する対抗措置
第79条では「外国が海上法執行の分野において我が国の公民・法人・その他の組織に対し差別的な禁止・制限・又はその他の特別措置を採る場合、海警機構は国家の関連する規定に従って相応の対等な措置を講じることができる。」と規定している。

### 建築物等に対する法執行措置
第80条では「本法が規定する船舶の権利を擁護するための法執行措置は、各種の固定若しくは浮動の建築物若しくは装置、又は固定若しくは移動式のプラットフォームに適用される。」と規定している。

### 管轄海域外の区域の法執行
第81条では「海警機構は法律・法規・我が国が締結し、参加する国際条約に従って、我が国が管轄する海域の外の区域において法執行任務を執行する場合、関連する手順は本法律の関連する規定を参照して執行することができる。」と規定している。

### 中国海警局が定める規則
第82条では「中国海警局は、法律、行政法規、並びに国務院及び中央軍事委員会の決定に従って、海上権益擁護の法執行の事項に関する規則を制定し、かつ規則に従って記録にとどめる。」と規定している。

### 防衛作戦任務
第83条では「海警機構は『中華人民共和国国防法』、『中華人民共和国人民武装警察法』等の関連する法律・軍事法規及び中央軍事委員会の命令に従って、防衛作戦等の任務を執行する。」と定め、海警機構が実施する国防任務についての規定が明文化された。